# Little Chishill
Little Chishill – wieś w Anglii, w hrabstwie Cambridgeshire, w dystrykcie South Cambridgeshire, w civil parish Great and Little Chishill. Leży 22 km na południe od miasta Cambridge i 58 km na północ od Londynu. W 1961 roku civil parish liczyła 86 mieszkańców.